# Zub Lake
Der Zub Lake (russisch Озеро Зуб Osero Sub, deutsch ‚Zahnsee‘, norwegisch Tannvatnet) ist ein 800 m langer See an der Prinzessin-Astrid-Küste des ostantarktischen Königin-Maud-Lands. Er liegt 1,5 km ostsüdöstlich des Tsentral’naya Hill in der Schirmacher-Oase.
Wissenschaftler einer sowjetischen Antarktisexpedition kartierten ihn 1961 und gaben ihm seinen deskriptiven Namen in Anlehnung an seine Form. Das Advisory Committee on Antarctic Names übertrug die russische Benennung 1970 in einer Teilübersetzung ins Englische. Indische Wissenschaftler benannten ihn als Lake Priyadarshini (aus dem Sanskrit für Jemand, der mit Güte auf die Dinge schaut).